# Bembecia damascena
Bembecia damascena is een vlinder uit de familie wespvlinders (Sesiidae), onderfamilie Sesiinae.
Bembecia damascena is voor het eerst wetenschappelijk beschreven door Spatenka & Pavlicko in 2011. De soort komt voor in het Palearctisch gebied.